# Türksat 5A
Türksat 5A — турецкий спутник связи, запущенный в 2021 году. Разработан при участии турецкой компании Türksat, используется для коммерческих и военных целей.

## История
В сентябре 2011 года было заключено соглашение о разработке спутника связи при участии компаний Türksat и Turkish Aerospace Industries (TAI). Он был произведён в Турции компанией TAI в новом центре космических систем, интеграции и испытаний в Анкаре; доля отечественных комплектующих составляла 20 %. Спутник Türksat 5A стал первым геостационарным спутником связи, выпущенным в Турции.
В начале 2013 года поступили сообщения, что японская компания Mitsubishi Electric (MELCO), которая занималась разработкой космических платформ для запуска спутников Türksat 4A и Türksat 4B, может присоединиться к проекту спутника Türksat 5A и предоставить в качестве спутниковой платформы MELCO DS2000. Однако 9 ноября 2017 года стало известно, что в качестве платформы будет использоваться Eurostar E3000EOR производства компании Airbus Defence and Space.

## Запуск
Спутник был запущен 8 января 2021 года в 02:15:00 UTC со стартовой площадки SLC-40 на космодроме на мысе Канаверал. Ожидалось, что спутник будет выведен на геосинхронную орбиту 31° в. д. для предоставления услуг связи и спутникового телевещания на большой географической территории между Англией и Китаем (в охват попадали Европа, Центральная Азия, Ближний Восток и Африка). Масса спутника составляла 3,5 т, модуль полезной нагрузки составлял 42 транспондера Ku-диапазона. Ожидаемая продолжительность полёта составляла 15 лет, однако более эффективные электрокомпоненты Aribus допускают пребывание спутника на заданной орбите в течение более чем 30 лет.

## Критика
29 октября 2020 года у головного офиса SpaceX в Хоуторне (Калифорния) представители армянской общины устроили акцию протеста с требованием отменить запуск, утверждая, что спутник будет использоваться для осуществления разведки военных и гражданских объектов в Нагорном Карабахе. SpaceX не ответила на запросы прессы прокомментировать протесты.
По оценке ряда веб-ресурсов, использование спутника Türksat 5A могло расширить возможности по запуску дронов на территории от Западной Европы до Казахстана, а также улучшить помехозащищённость и защиту от перехвата управления.